# Staryj Krym (Krym)
Staryj Krym („Starý Krym“ – ukrajinsky Старий Крим, rusky Старый Крым – Staryj Krym, krymskou tatarštinou Eski Qırım) je město v Kirovském rajónu v autonomní republice Krym, sporném území považovaném za část Ukrajiny, ale ovládaném od Krymské krize Ruskem. Leží na jihovýchodním pobřeží poloostrova Krym, který je po něm pojmenován, zhruba 25 kilometrů západě od Feodosije a 78 kilometrů východně od Simferopolu. V roce 2012 žilo ve Starém Krymu bezmála deset tisíc obyvatel.

## Dějiny
Město bylo založeno Mongoly ze Zlaté hordy, která Krym dobyla pod vedením chána Bátúa v roce 1239. Pak zažívalo rozkvět jako hlavní město Krymských Tatarů, kde sídlili také první chánové Krymského chanátu. Po přesunutí sídla chánů do Bachčisaraje v polovině patnáctého století začíná význam Starého Krymu upadat.

## Památky
- Arménský klášter Svatého kříže původně založený v roce 1358